# Liste der Biografien/Belb
Liste der Biografien |
Portal Biografien |
Personensuche
# |
A |
B |
C |
D |
E |
F |
G |
H |
I |
J |
K |
L |
M |
N |
O |
P |
Q |
R |
S |
T |
U |
V |
W |
X |
Y |
Z |
?
 
Ba |
Be |
Bd |
Bg |
Bh |
Bi |
Bj |
Bl |
Bm |
Bn |
Bo |
Br |
Bs |
Bu |
Bw |
By |
Bz
 
Bea–Beb |
Bec |
Bed |
Bee |
Bef |
Beg |
Beh |
Bei |
Bej |
Bek |
Bel |
Bem |
Ben |
Beo |
Bep |
Beq |
Ber |
Bes |
Bet |
Beu |
Bev |
Bew |
Bex |
Bey |
Bez
 
Bela |
Belb |
Belc |
Beld |
Bele |
Belf |
Belg |
Belh |
Beli |
Belj |
Belk |
Bell |
Belm |
Beln |
Belo |
Belp |
Belq |
Belr |
Bels |
Belt |
Belu |
Belv |
Belw |
Bely |
Belz
Die Liste der Biografien führt alle Personen auf, die in der deutschsprachigen Wikipedia einen Artikel haben. Dieses ist eine Teilliste mit 10 Einträgen von Personen, deren Namen mit den Buchstaben „Belb“ beginnt.

## Belb

### Belba
- Belbachir, Mohamed (* 1994), algerischer Mittelstreckenläufer

### Belbe
- Belbel, Sergi (* 1963), katalanischer Autor, Regisseur und Übersetzer
- Belbello da Pavia, italienischer Maler
- Belben, Charles (1888–1961), französischer Autorennfahrer
- Belben, Rosalind (* 1941), englische Autorin
- Belberow, Petar (* 1990), bulgarischer Boxer

### Belbi
- Belbin, Tanith (* 1984), kanadisch-US-amerikanische Eiskunstläuferin
- Belbin, Tracey (* 1967), australische Hockeyspielerin

### Belbo
- Belbouli, Taoufik (* 1954), tunesischer Boxer und Weltmeister des Verbandes WBA im Cruisergewicht

### Belbr
- Belbruno, Edward (* 1951), amerikanischer Mathematiker und Raumfahrtspezialist